# Comuna Fediivka, Reșetîlivka
Fediivka (în ucraineană Федіївка) este o comună în raionul Reșetîlivka, regiunea Poltava, Ucraina, formată din satele Fediivka (reședința) și Lucikî.

## Demografie
Componența lingvistică a comunei Fediivka
     Ucraineană (97,21%)
     Rusă (1,81%)
     Alte limbi (0,98%)
Conform recensământului din 2001, majoritatea populației comunei Fediivka era vorbitoare de ucraineană (97,21%), existând în minoritate și vorbitori de rusă (1,81%).